# Christer Forsberg
Christer Mattias Forsberg, född 29 juli 1952, är en svensk jurist som var lagman i Hudiksvalls tingsrätt från 2002 till 2017.
Forsberg blev, efter avlagd juris kandidatexamen, fiskal i Hovrätten för Nedre Norrland 1983 och utsågs till hovrättsråd där 1992. Han utsågs 22 april 1999 till rådman i Hudiksvalls tingsrätt, där han sedan 24 februari 2005  utsågs till ordinarie lagman, efter att före dess varit tillförordnad.